# Argotec
Argotec is een Italiaans ruimtevaartbedrijf, opgericht in 2008 in Turijn door David Avino, met kantoren in Maryland en Florida en activiteiten bij het Europees Astronautencentrum (EAC) in Keulen. Het bedrijf houdt zich bezig met de productie van kleine satellieten (tot 200 kg) en de ontwikkeling van technische oplossingen gericht op het ondersteunen van het comfort van astronauten in de ruimte.
In 2024 verhuisde Argotec naar de Via Luigi Burgo in de Turijns deelgemeente San Mauro Torinese, wat ze een gerenoveerd gebouw van architect Oscar Niemeyer betrokken dat lijkt op een ruimteschip.